# Ishikawa Goemon no hōji
Pour plus de détails, voir Fiche technique et Distribution.
Ishikawa Goemon no hōji (石川五右衛門の法事) est un film japonais muet réalisé par Torajirō Saitō, sorti en 1930. Seules vingt-et-une minutes de ce film sont conservées.

## Synopsis
Genzō s'oppose à la liaison de sa fille avec Gorō Ishikawa et tue l'inopportun prétendant. Mais ce dernier revient, aidé par le fantôme de son ancêtre Goemon Ishikawa, pour se marier avec Sayoko.

## Fiche technique
- Titre : Ishikawa Goemon no hōji
- Titre original : 石川五右衛門の法事
- Réalisation : Torajirō Saitō
- Scénario : Tadao Ikeda, Akira Fushimi, d'après une histoire de Shuji Kinukawa
- Photographie : Yoshio Taketomi
- Société de production : Shōchiku
- Société de distribution : Shōchiku
- Pays d'origine :  Empire du Japon
- Format : noir et blanc — 1,33:1 — 35 mm — muet
- Genres : comédie ; film fantastique ; nonsense-mono[1]
- Durées :
  - Version originale : trois bobines[2]
  - Version conservée : 21 minutes (à 16 images par seconde)
- Date de sortie :
  - Empire du Japon : 13 juillet 1930[2]

## Distribution
- Atsushi Watanabe : Gorō Ishikawa
- Chiyoko Katori : Sayoko

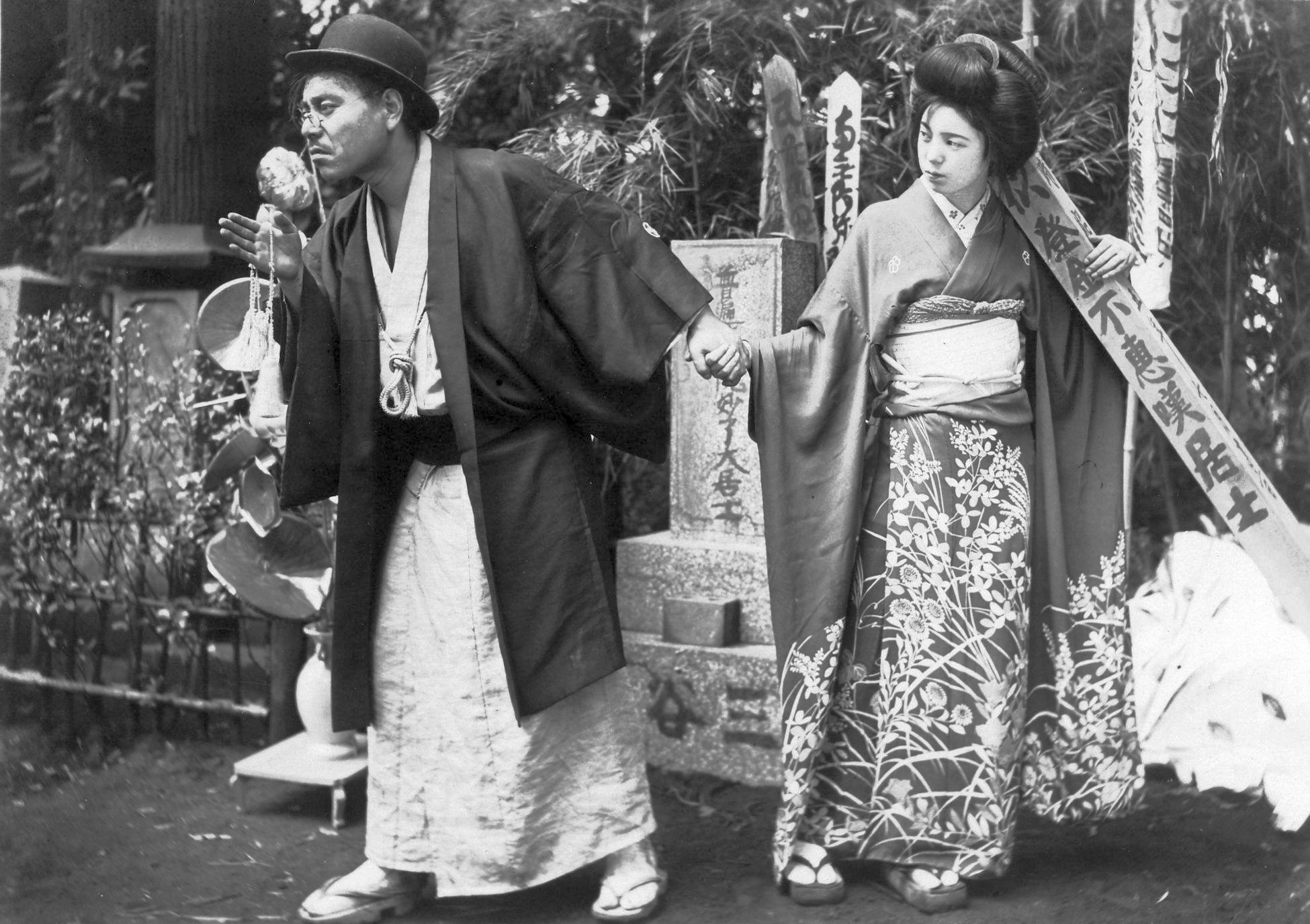
Scène du film avec Takeshi Sakamoto et Chiyoko Katori.

- Takeshi Sakamoto : Genzō Furuya, son père
- Dekao Yokoo : le fantôme de Goemon Ishikawa
- Tomio Aoki : le garçon fantôme

## Autour du film
Longtemps considérée comme perdue, une version de 21 minutes de cette comédie absurde de Torajirō Saitō a été redécouverte en 1997 au format Pathé-Baby. Le Pathé-Baby est un petit projecteur à manivelle capable de projeter des films courts, conditionnés dans une cartouche métallique, qui contenait moins d’une dizaine de mètres de pellicule ininflammable au format 9,5 mm, destiné à l'usage familial. Les distributeurs devaient donc monter des versions raccourcies des films originaux en ajoutant des intertitres permettant de suivre l'histoire.